# Betlér
Betlér (szlovákul: Betliar németül: Betler) község Szlovákiában, a Kassai kerület Rozsnyói járásában. Kastélya szép állapotban fennmaradt, ma múzeum.

## Fekvése
Rozsnyótól 5 km-re északnyugatra, a Sajó bal partján található.

## Nevének eredete
Neve egykori birtokosának, a német Betlérnek az emlékét őrzi.

## Története
A falu bányásztelepülésként keletkezett a 13. század végén. 1330-ban „Bethler” néven említik először. Ősi bányásztelepülés, melynek határában vasat, rezet, aranyat bányásztak. A csetneki Bebek család birtoka volt, majd a 16. század második felétől Krasznahorka várának tartozéka. A 15. században pásztorok telepedtek le a területén. 1557-től a töröknek adózott. 1781-től vasolvasztó és két vashámor is működött itt.
A 18. század végén Vályi András így ír róla: „BETLÉR. totúl Betlár. Tót falu Gömör Vármegyében, birtokosa Gróf Andrásy Uraság, lakosai katolikusok, többen evangelikusok, fekszik Nagy Veszveresnek szomszédságában, mellynek filiája, Rozsnyótól egy órányira. Gróf Andrási Uraságnak, régi módra épűlt kastéllyával díszesíttetik, serháza, és hámora, ’s vas öntő háza is van. Határbéli földgye meszsze terjed, 3/4. része, ha jól trágyáztatik termékeny, 1/8. pedig kősziklás, legelője jó, és elegendő, fája mind a’ kétféle, piatzozása szomszédságban Rosnyón, a’ határbéli vas verő műhelyekben is pénzt szerezhetnek, nem külömben szén égetéssel, és értznek hordásával, második Osztálybéli.”
1828-ban 154 házában 1217 lakos élt.
A 19. század közepén Fényes Elek eképpen írja le: „Betlér, tót falu, Gömör és Kis-Honth egyesült vgyékben, Rozsnyóhoz északra 1/2 órányira, hegyek és völgyek közt. Lakosai közt, kik 461 kath., 756 evang. mennek, mindenféle nemű és jó mesteremberek találtatnak; a földet szorgalmatosan mivelik, vasbányákban és hámorokban dolgoznak, kereskednek, fuvaroznak. Evang. anyatemplom. Ékesiti ezen helyet a gr. Andrásy Károly kastélya, ásvány- és pénzgyüjteménye, s jeles angolkertje. Van egy senorialis közönséges könyvtára is.”
1853-ban egy másik olvasztó is épült a területén. Vasgyára a 19. század végén kezdte meg működését. Lakói erdei munkákkal, mezőgazdasággal, kézművességgel (ács, kőműves, asztalos, bognár, takács) foglalkoztak.
Borovszky monográfiasorozatának Gömör-Kishont vármegyét tárgyaló része szerint: „Betlér, a Sajóvölgyén fekvő kisközség, körjegyzőségi székhely. Házainak száma 208, lakosaié, a kik nagyobbrészt tótok és ág. ev. h. vallásúak, 1119. A község hajdan Krasznahorka vár tartozéka volt és annak sorsában osztozott. 1713-ban Andrássy Pál báró az uradalmat és a kastélyt nejének Balassa Krisztinának hagyományozza, a tőle kölcsönvett összeg fejében. 1793-ban Andrássy Lipót volt az ura, a ki a híres betléri könyvtárt alapította és számára külön épületet emeltetett. Éremgyűjteménye is országos hírű volt. Végrendeletileg kifejezett kivánságára, halála után, a betléri parkban temették el. 1824-ben Andrássy Imre eladta Betlért gr. Nádasdy Tamásnak, kitől a Pálffy és a Grovestins családok birtokába került, de Andrássy Manó gróf visszavásárolta a birtokot a kastélylyal együtt és a még Andrássy István lőcsei várkapitány által épített kastélyt teljesen átalakíttatta s lényegesen megnagyobbíttatta. A kastély belső termei, de különösen a csarnok valóságos múzeum és gazdag tárháza a műkincseknek, régiségeknek, festményeknek, iparművészeti tárgyaknak, ötvösműveknek, vadászati troféumoknak stb. Mostani tulajdonosa, gróf Andrássy Géza, a gyűjteményeket folyton gyarapítani igyekszik. A gyűjtemény legérdekesebb darabjai közé kétségen kívül azok a Bebek-féle ágyuk tartoznak, melyek a kastélyon kívül vannak felállítva. A község határában gazdag vaskőbányák vannak és a rimamurány-salgótarjáni vasmű r. t. kohói. A falu két temploma közül a római katholikus 1600 körül épült, az ág. h. ev. pedig 1786-ban. Van a községben posta, táviró és vasúti állomás.”
A trianoni diktátumig Gömör–Kishont vármegye Rozsnyói járásához tartozott.
A második világháború idején területén partizáncsoportok tevékenykedtek, melyeket a lakosság is támogatott.

## Népessége
| Év:            | 1994. | 2004.   | 2014.   | 2024.   |
| -------------- | ----- | ------- | ------- | ------- |
| Emberek száma: | 966   | 979     | 946     | 917     |
| Eltérés:       |       | +1,34 % | -3,37 % | -3,06 % |

| Év:            | 2023. | 2024.   |
| -------------- | ----- | ------- |
| Emberek száma: | 914   | 917     |
| Eltérés:       |       | +0,32 % |

1880-ban 1006 lakosából 103 magyar és 763 szlovák anyanyelvű volt.
1890-ben 934 lakosából 277 magyar és 618 szlovák anyanyelvű volt.
1900-ban 1119 lakosából 223 magyar és 845 szlovák anyanyelvű volt.
1910-ben 1121 lakosából 332 magyar és 746 szlovák anyanyelvű volt.
1921-ben 1170 lakosából 241 magyar és 863 csehszlovák volt.
1930-ban 1333 lakosából 160 magyar és 1043 csehszlovák volt.
1991-ben 995 lakosából 20 magyar és 959 szlovák volt.
2001-ben 1012 lakosából 17 magyar és 961 szlovák volt.
2011-ben 931 lakosából 13 magyar és 816 szlovák.
2021-ben 923 lakosából 872 szlovák, 20 magyar (2,17%), 2 ukrán, 2 német, 1 rutén, 1 cseh, 1 morva, 1 osztrák, 23 ismeretlen nemzetiségű.

## Nevezetességei
- A község északi végén áll az Andrássyak kastélya, amely a 17. század végén várkastélynak épült – itt lakott az Andrássy család, miután Krasznahorka várát elhagyta. A kastélyt 1880-ban korszerűsítették eklektikus stílusban, teljes régi berendezése megmaradt. Híres vadásztrófea-gyűjteménye és – 1793-ban Andrássy Lipót által alapított – barokk könyvtára van. A kastélyt gyönyörű, 57 hektáros angolpark veszi körül tóval, vízeséssel, kúttal, az egykori könyvtár és állatkert épületeivel. A parkot 1792-1795 között tervezték és kezdték el kiépíteni.[8]
- Szent Erzsébet tiszteletére szentelt, római katolikus temploma a 14. században épült gótikus stílusban. 1973-ban restaurálták.
- Evangélikus temploma 1794-ben épült klasszicista stílusban. Tornyát 1834-ben építették.

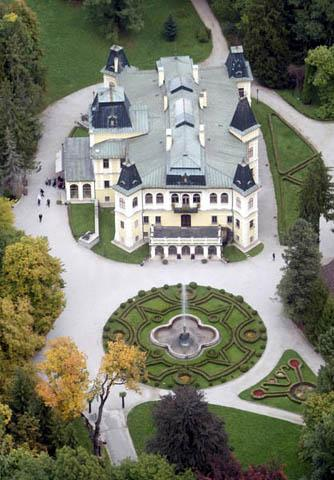
A kastély légifotója
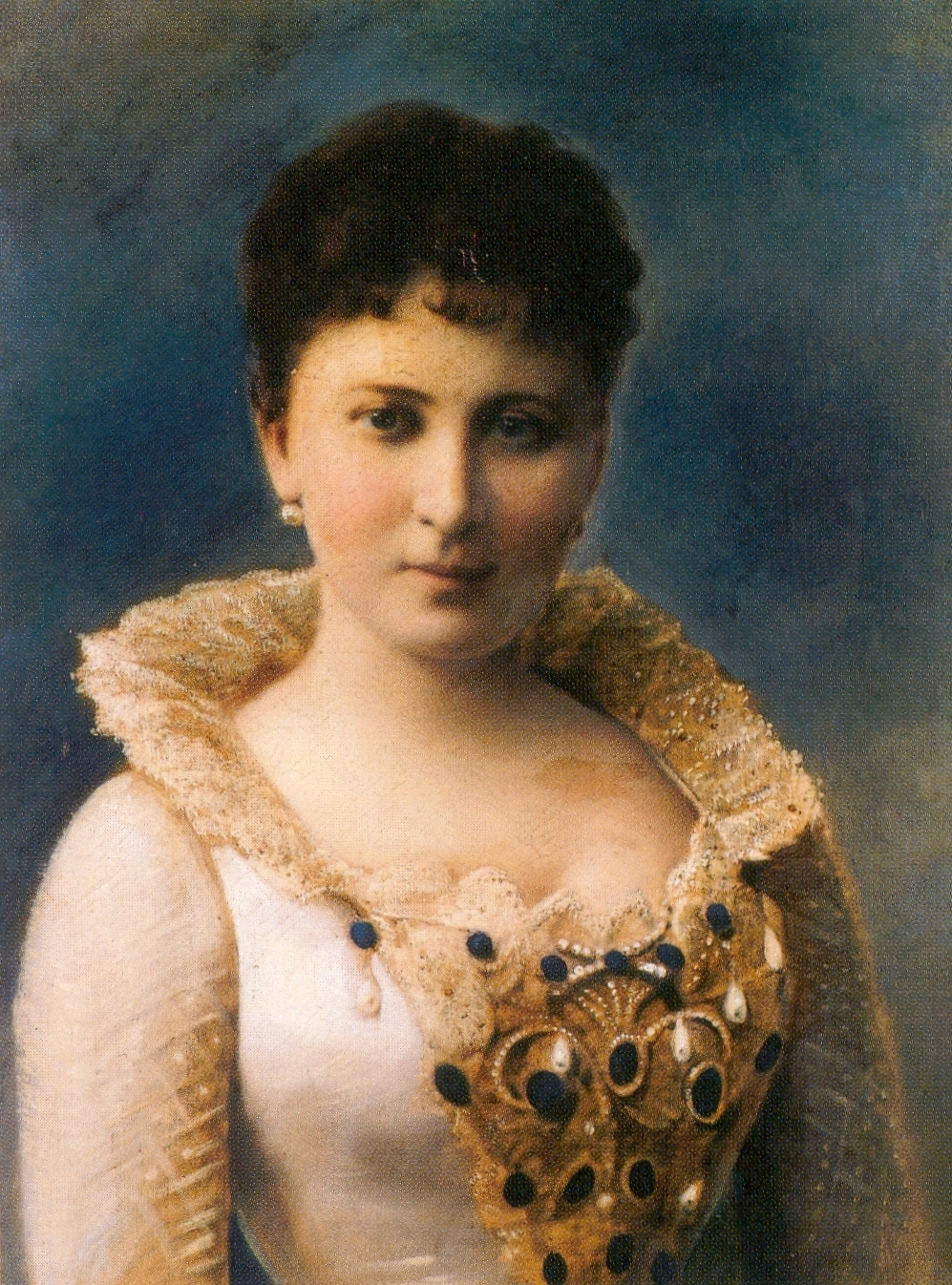
A kastély egyik dísze Andrássy Irma (1857–1925) portréja, aki Esterházy Miklós Antal (1851–1935) felesége volt
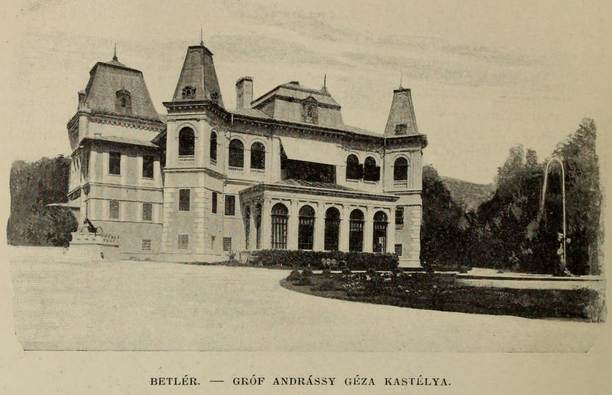
A kastély (1903)
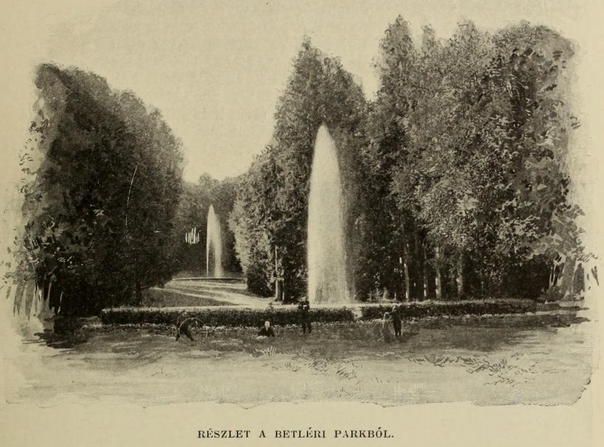
Parkrészlet (1903)

## Neves személyek
- Itt született 1861-ben Wahlner Aladár bányamérnök, bányajogász, államtitkár, költő.
- Itt született 1909-ben Arany Adalbert László szlovákiai nyelvész, rozsnyói múzeumigazgató.
- Itt hunyt el 1824-ben Andrássy Lipót régiségbúvár.
- Itt dolgozott Alžbeta Güntherová-Mayerová (1905-1973) szlovák művészettörténész, műemlékvédelmi szakember.